# Кели (Северна Каролина)
Кели (енгл. Kelly) насељено је место без административног статуса у америчкој савезној држави Северна Каролина.

## Демографија
По попису из 2010. године број становника је 544, што је 90 (19,8%) становника више него 2000. године.
| Група             | 2000.       | 2010.       |
| Белци             | 230 (50,7%) | 289 (53,1%) |
| Афроамериканци    | 213 (46,9%) | 234 (43,0%) |
| Азијати           | 0 (0,0%)    | 0 (0,0%)    |
| Хиспаноамериканци | 8 (1,8%)    | 12 (2,2%)   |
| Укупно            | 454         | 544         |